# Łukawa (województwo świętokrzyskie)
Łukawa – wieś w Polsce położona w województwie świętokrzyskim, w powiecie sandomierskim, w gminie Wilczyce.
W latach 1954–1959 wieś należała i była siedzibą władz gromady Łukawa, po jej zniesieniu w gromadzie Wysiadłów. W latach 1975–1998 miejscowość położona była w województwie tarnobrzeskim.
Przez miejscowość przebiega droga krajowa nr 79 z Warszawy do Sandomierza.

## Części wsi
| SIMC    | Nazwa            | Rodzaj    |
| ------- | ---------------- | --------- |
| 0809486 | Łukawa Kościelna | część wsi |
| 0809492 | Łukawa Rządowa   | część wsi |
| 0809500 | Łukawa-Zakrzecze | część wsi |

- Łukawa Kościelna, dawniej Poduchowna, stanowiła w wieku XIX oddzielną wieś, majorat nadany za zasługi senatorowi Markusowi Braude.

## Historia wsi
Wieś notowana w XVI wieku.
Była wsią klasztoru cystersów wąchockich w województwie sandomierskim w ostatniej ćwierci XVI wieku.
Według noty Słownika geograficznego Królestwa Polskiego z roku 1884 w wieku XIX Łukawa była wsią z folwarkiem w powiecie sandomierskim, gminie Wilczyce, parafii Łukawa, odległa 7 wiorst od Sandomierza.
Według spisu z 1827 roku była to wieś rządowa, 40 domów, 199 mórg.
Zgodnie ze spisem z roku 1862, w Łukawie było 41 domów, 317 mieszkańców, 570 mórg ziemi dworskiej i 694 mórg ziemi włościańskiej.
W Łukawie Poduchownej folwark posiadał 1 dom i 120 mórg. Był to majorat senatora Markusa (Braude?).
Łukawa posiada kościół parafialny murowany, z XVIII pw. św. Katarzyny Dziewicy i Męczennicy wybudowany w 1745 postawiony w miejsce starego drewnianego, zniszczony podczas wojny w 1944 roku. Parafia Łukawa podlegała wówczas dekanatowi sandomierskiemu, liczyła 320 dusz.
13 lutego 1909 w Łukawie urodził się Kazimierz Kucharski – polski lekkoatleta, olimpijczyk.

## Zabytki
Cmentarz parafialny, wpisany do rejestru zabytków nieruchomych (nr rej.: A.778 z 16.06.1988).